# Arghira
Arghira (wymowaⓘ) – wieś w Rumunii, w okręgu Suczawa, w gminie Preutești. W 2011 roku liczyła 1129 mieszkańców.